# Therasea augustipennis
Therasea augustipennis là một loài bướm đêm trong họ Noctuidae.